# L'Associé du diable
Pour les articles homonymes, voir L'Avocat du diable.
Pour plus de détails, voir Fiche technique et Distribution.
L'Associé du diable ou L'Avocat du diable au Québec (The Devil's Advocate) est un film de procès américain réalisé par Taylor Hackford, sorti en 1997. Il s'agit d'une adaptation cinématographique du roman The Devil's Advocate d'Andrew Neiderman. Dans ce film mêlant le fantastique au drame juridique, un jeune et brillant avocat (Keanu Reeves) est engagé par une grande firme new-yorkaise pour défendre ses clients mais il s'aperçoit peu à peu que le dirigeant de cette firme (Al Pacino) pourrait bien être le Diable.
Le projet du film, abandonné après une première tentative, est mené à bien quelques années plus tard. Le tournage, qui se déroule principalement à New York, et la postproduction sont semés d'embûches. Le film obtient des critiques globalement plutôt favorables mais un succès commercial modéré. Il remporte le Saturn Award du meilleur film d'horreur et a été analysé pour ses parallèles avec Le Paradis perdu, la légende de Faust et la Divine Comédie.

## Synopsis
Kevin Lomax (Keanu Reeves), un jeune et brillant avocat de Floride, doit faire un choix, défendre son client, un professeur, Getty, qu'il sait coupable d'abus sexuel sur une mineure, ou abandonner le procès. Cependant, il n'a jamais perdu un seul procès de sa vie, c'est pourquoi il décide de passer outre ses convictions et gagne le procès en discréditant totalement la jeune accusatrice de son client. Il reçoit alors une proposition très lucrative de la part de John Milton (Al Pacino) : rejoindre le grand cabinet d'avocats new-yorkais que Milton dirige. Son épouse, Mary Ann (Charlize Theron), le persuade alors d'accepter, alors que sa mère, une femme très religieuse, le met en garde contre les dangers que représente New York, ville de tous les vices.
Kevin et Mary Ann partent donc pour New York et le jeune avocat délaisse vite de plus en plus son épouse au profit de son travail. Mary Ann a des visions lui montrant deux épouses de collègues de son mari sous une forme démoniaque. Après quelques succès, l'excentrique John Milton le met sur sa première grosse affaire : Alexander Cullen (Craig T. Nelson), très bon client de la firme, est accusé d'avoir tué son épouse, son beau-fils et sa domestique. Alors que Mary Ann souffre d'hallucinations et présente de plus en plus de signes de désordres mentaux, surtout lorsqu'elle découvre qu'elle ne peut pas avoir d'enfants, Kevin se plonge corps et âme dans la défense de son client. Milton lui suggère alors d'abandonner le procès à un autre avocat, mais Kevin, obsédé par l'idée de gagner, refuse. Eddie Barzoon (Jeffrey Jones), le bras droit de Milton, accuse Kevin de vouloir prendre sa place et laisse entendre qu'il va informer un procureur des États-Unis de certains dossiers compromettants pour Milton. Barzoon est tué par des vagabonds (aux apparences démoniaques) alors même que Kevin vient d'informer Milton de l'incident.
Kevin gagne le procès, Cullen étant innocenté sur le faux témoignage de sa secrétaire. L'avocat retrouve ensuite Mary Ann dans une église, couverte de blessures et dans un état mental très confus. La jeune femme accuse Milton de l'avoir violée et mutilée. Kevin sait cependant que Milton était alors au tribunal et laisse son épouse se faire interner. Alors qu'une employée de Milton vient de prendre une apparence démoniaque devant elle, Mary Ann se tranche la gorge sous les yeux de son mari. Après un aveu fait avec peine par sa mère, Kevin part trouver Milton qui lui avoue avoir violé son épouse et être son propre père. Kevin tire sur Milton mais les balles n'ont aucun effet et Kevin se rend compte que Milton est Satan en personne. Milton tente longuement de convaincre Kevin de concevoir un enfant, l'Antéchrist, avec sa demi-sœur Christabella (Connie Nielsen). Kevin feint être sur le point d'accepter avant de se tirer une balle dans la tête ; Christabella et Milton sont brûlés.
Kevin est alors comme tiré d'un rêve tandis qu'il est de retour dans les toilettes du tribunal de Floride, pendant une interruption du procès de Getty. Lorsque l'audience reprend, Kevin annonce qu'il ne souhaite plus représenter son client. Larry, un journaliste local, demande ensuite à Kevin une interview qui fera de lui une vedette. Kevin, encouragé par Mary Ann, accepte. Après leur départ, Larry prend l'apparence de Milton et déclare que la vanité est son péché préféré.

## Fiche technique
- Titre français : L'Associé du diable
- Titre original : The Devil's Advocate
- Titre québécois : L'Avocat du diable
- Réalisation : Taylor Hackford
- Scénario : Jonathan Lemkin et Tony Gilroy, avec la participation non créditée de Robert Mark Kamen, d'après le roman d'Andrew Neiderman
- Photographie : Andrzej Bartkowiak
- Décors : Bruno Rubeo
- Costumes : Sarah Edwards et Judianna Makovsky
- Montage : Mark Warner
- Musique : James Newton Howard
- Production : Anne Kopelson, Arnold Kopelson et Arnon Milchan
- Société de production : Warner Bros., Regency Enterprises
- Société de distribution : Warner Bros.
- Budget : 57 000 000 $[1]
- Pays de production :  États-Unis
- Langue originale : anglais
- Formats : Couleur - 2,35:1 - DTS - 35 mm
- Genre : fantastique, drame juridique
- Durée : 143 minutes
- Dates de sortie :
  - États-Unis, Canada : 17 octobre 1997
  - France : 14 janvier 1998

- Film interdit aux moins de 12 ans lors de sa sortie en France

## Distribution
- Keanu Reeves (VF : Jean-Pierre Michaël ; VQ : Daniel Picard) : Kevin Lomax
- Al Pacino (VF : José Luccioni ; VQ : Luis de Cespedes) : John Milton / le Diable
- Charlize Theron (VF : Barbara Kelsch ; VQ : Anne Bédard) : Mary Ann Lomax, épouse de Kevin
- Jeffrey Jones (VF : Michel Modo ; VQ : Daniel Roussel) : Eddie Barzoon
- Judith Ivey (VF : Denise Metmer ; VQ : Madeleine Arsenault) : Alice Lomax
- Connie Nielsen (VF : Micky Sébastian ; VQ : Christiane Pasquier) : Christabella
- Craig T. Nelson (VF : Bernard Métraux ; VQ : Mario Desmarais) : Alexander Cullen
- Ruben Santiago-Hudson (VF : Thierry Desroses ; VQ : Benoît Rousseau) : Leamon Heath
- Tamara Tunie (VF : Juliette Degenne ; VQ : Hélène Mondoux) : Jackie Heath
- Debra Monk (VF : Josiane Pinson ; VQ : Diane Arcand) : Pam Garrety
- Vyto Ruginis (VQ : Denis Mercier) : Mitch Weaver
- Laura Harrington (VQ : Julie Burroughs) : Melissa Black
- Chris Bauer (VQ : Pascal Gruselle) : Lloyd Gettis
- Heather Matarazzo (VF : Chantal Macé ; VQ : Camille Cyr-Desmarais) : Barbara
- Delroy Lindo (VQ : Éric Gaudry) : Philippe Moyez
- Neal Jones (VF : Pierre-François Pistorio ; VQ : Pierre Auger) : Larry
- George Wyner (VQ : René Gagnon) : Meisel
- Monica Keena : Alessandra Cullen
- Susan Kellerman : Joyce Rensaleer
- Leo Burmester (VQ : Claude Préfontaine) : le procureur de Floride
- Don King : lui-même

- Version française
  - Studio de doublage : Dubbing Brothers[2]
  - Direction artistique : Michel Derain
  - Adaptation : Marion Bessay

Sources doublage : doublage.qc.ca (VQ)

## Production

### Préproduction
L'écrivain Andrew Neiderman assure lui-même la promotion de son roman The Devil’s Advocate (1990) auprès de Warner Bros. pour qu'une adaptation soit réalisée. Il vend les droits de son roman avec un pitch qui tient en une seule phrase : « C'est à propos d'un cabinet d'avocats de New York qui défend uniquement des coupables et qui ne perd jamais ». Larry Cohen écrit une première version du scénario, Joel Schumacher est approché pour réaliser le film et Brad Pitt pour tenir le rôle principal. Schumacher planifie une scène au cours de laquelle Brad Pitt descend dans le métro de New York, lequel serait modelé suivant les cercles de l'Enfer de la Divine Comédie. Cependant, aucun acteur convenable n'est trouvé pour interpréter le rôle de John Milton et le projet s'effondre.
Il est relancé après le médiatique procès d'O. J. Simpson et son dénouement controversé, Taylor Hackford étant alors engagé pour la réalisation. Hackford apprécie le côté drame juridique du film, affirmant à ce sujet que « les tribunaux sont devenus les arènes de gladiateurs de la fin du XXe siècle et suivre le déroulement d'un procès à sensation est comme assister à une rencontre sportive ». Tony Gilroy s'occupe de réécrire la majeure partie du scénario en collaboration étroite avec Hackford, qui voit le film comme une pièce de théâtre morale modernisée et un conte faustien. Cette nouvelle version du script introduit plus d'idées, et notamment la notion du libre arbitre, et met moins l'accent sur les effets spéciaux et les monstres. Le scénario se démarque du roman en faisant de Lomax le fils de Milton, lequel a dans le film pour but de créer l'Antéchrist. Le client accusé d'abus sexuel que Lomax défend devient un homme dans le film alors que c'était une lesbienne dans le roman.
Avant d'accepter le rôle du Diable, Al Pacino a déjà rejeté par trois fois des offres semblables lors de versions antérieures du scénario car il trouvait alors que le personnage faisait trop cliché. Pour préparer son rôle, il s'inspire du personnage du Diable interprété par Walter Huston dans le film Tous les biens de la terre (1941) et lit la Divine Comédie et Le Paradis perdu. Keanu Reeves préfère jouer le rôle de Kevin Lomax plutôt que de reprendre son personnage du film Speed (1994) dans sa suite Speed 2 : Cap sur le danger, l'explication officielle étant que l'acteur, qui vient de tourner Poursuite, ne souhaite pas enchaîner avec un autre film d'action. Reeves accepte de revoir son salaire à la baisse afin que la production puisse accéder aux demandes salariales d'Al Pacino. Connie Nielsen est engagée pour interpréter Christabella car, comme le personnage, elle parle plusieurs langues étrangères.

### Tournage

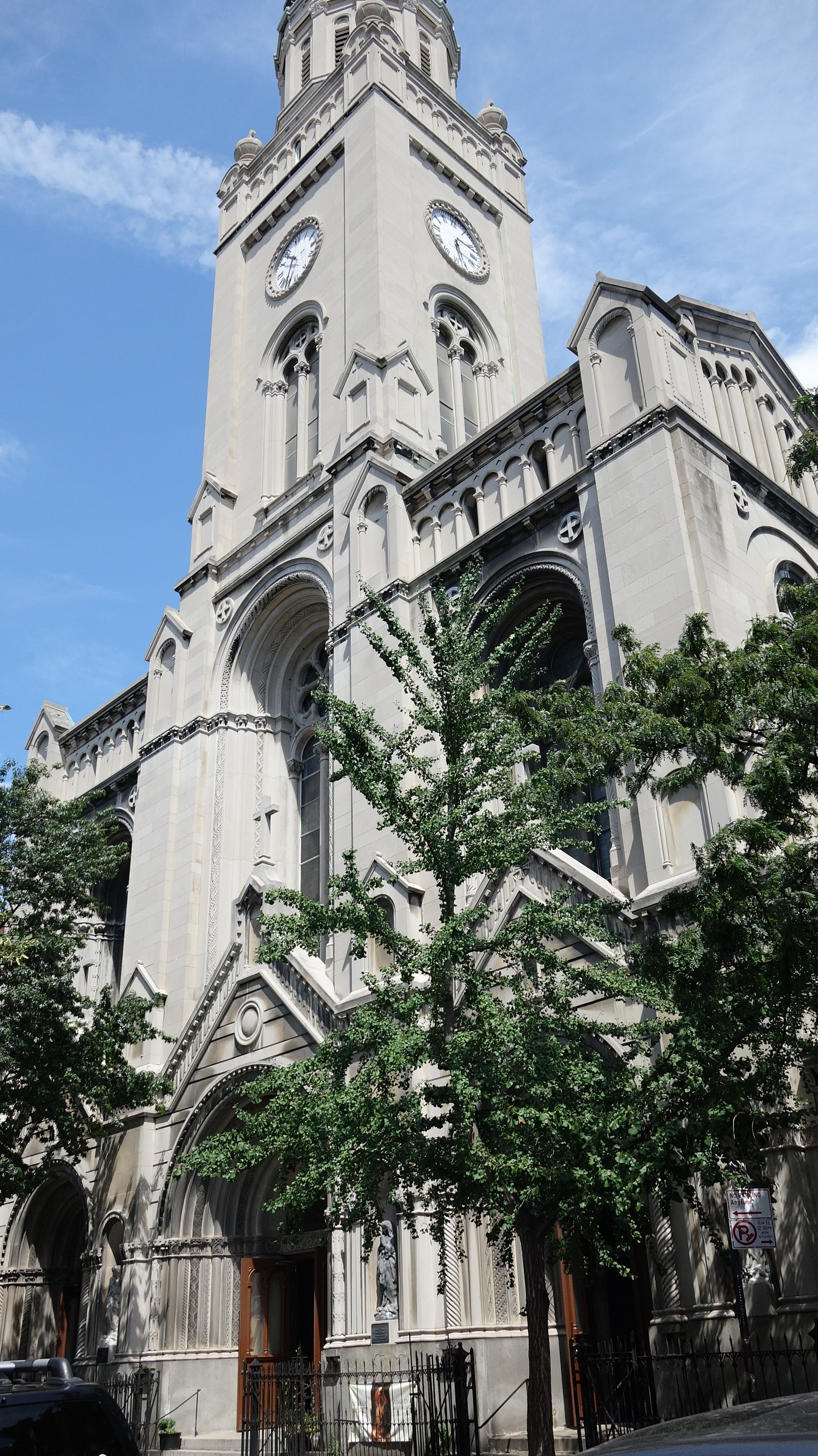
Plusieurs scènes du film sont tournées dans des églises, dont celle du Saint Rédempteur d'East Village.

Le tournage du film se déroule d'octobre 1996 à mars 1997 à New York et en Floride, à Gainesville et Jacksonville. La production prend du retard car le directeur de la photographie et deux assistants du réalisateur sont renvoyés lors des deux premières semaines de tournage. Des sources anonymes sur le plateau de tournage rapportent qu'il existe des désaccords importants entre Taylor Hackford et Al Pacino et que l'acteur arrive en retard sur le tournage pour se faire renvoyer mais ces rumeurs sont démenties par la production. Le réalisateur encourage ses deux acteurs principaux à improviser, Al Pacino ayant ainsi l'idée de chanter et danser sur la chanson It Happened in Monterey de Frank Sinatra, son interprétation étant ensuite doublée avec la voix de Sinatra.
La scène sur le toit entre Al Pacino et Keanu Reeves est filmée sur le toit du building Continental Plaza, l'eau étant ajoutée plus tard par infographie, alors que la scène se déroulant dans l'appartement d'Alexander Cullen est tournée dans celui de Donald Trump au sommet de la Trump Tower. La scène se déroulant dans une 57e rue entièrement vide est filmée un dimanche matin vers 7 h 30, la circulation étant pour l'occasion coupée sur six îlots urbains. La scène dans l'église avec Mary Ann est tournée dans l'église du Repos Céleste alors que celle où Milton plonge ses doigts dans l'eau bénite est filmée dans l'église du Saint Rédempteur d'East Village. Les scènes en salles d'audiences sont filmées dans plusieurs tribunaux de Foley Square ainsi que dans celui du comté de Bergen. La longue scène de plus de quinze minutes entre Al Pacino, Keanu Reeves et Connie Nielsen qui constitue le point culminant du film nécessite une semaine de répétitions et plusieurs jours de tournage. Quelques scènes additionnelles avec Keanu Reeves et Charlize Theron sont tournées en Floride en juillet 1997.

### Postproduction

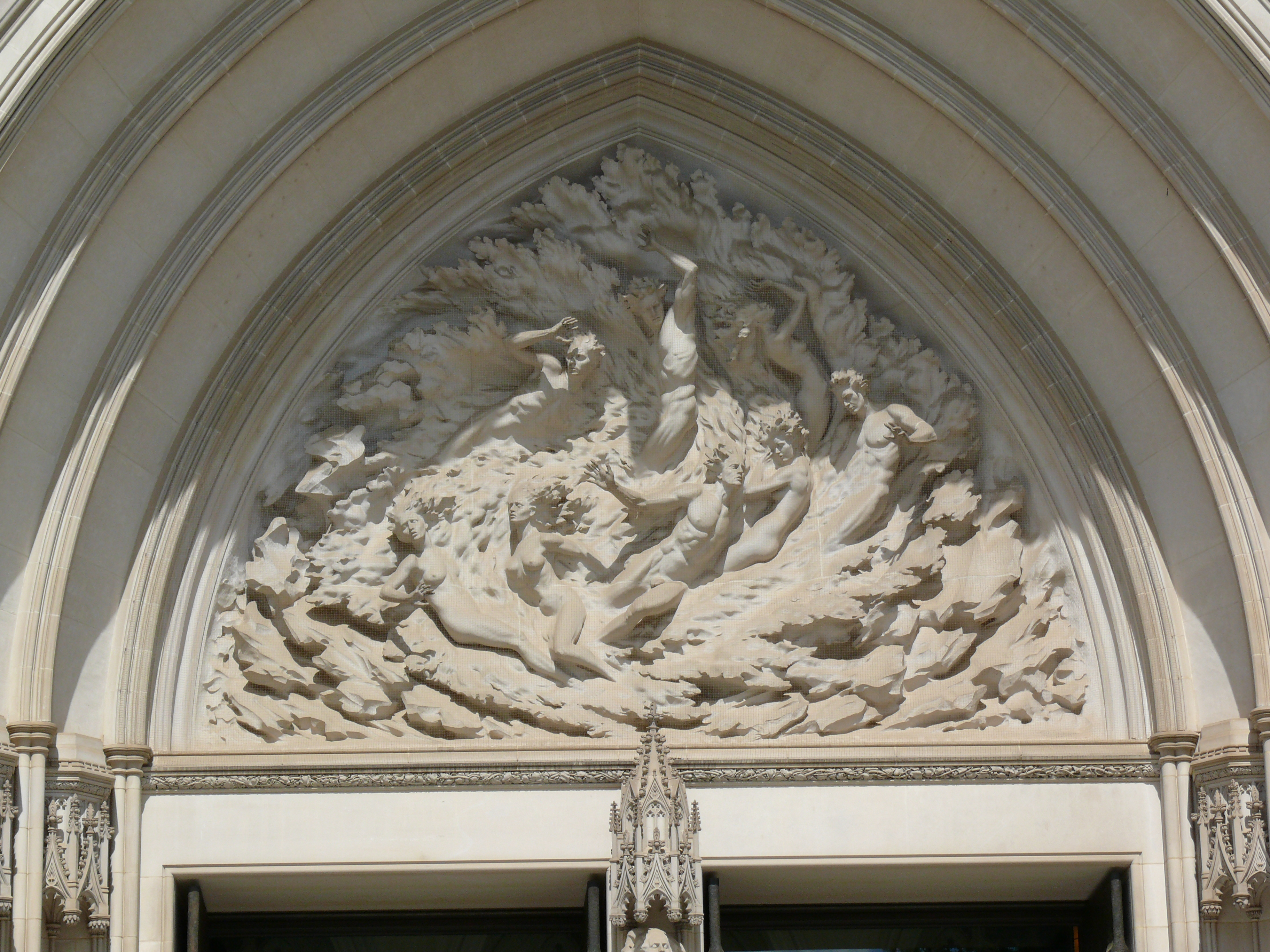
La sculpture Ex nihilo de la cathédrale nationale de Washington, dont la ressemblance avec un décor du film a entraîné une action en justice.

Les statues mouvantes du bas-relief de John Milton sont obtenues en filmant des danseurs de ballet sous l'eau puis en les incrustant numériquement à la scène. Cet effet coûte à lui seul deux millions de dollars, soit 40 % du budget du film pour les effets spéciaux. Ce bas-relief est d'ailleurs à l'origine d'une action en justice engagée contre Warner Bros. puisque le sculpteur Frederick Hart juge qu'il ressemble étroitement à sa sculpture Ex nihilo réalisée pour la cathédrale nationale de Washington et qu'il enfreint donc le droit d'auteur. La justice menaçant d'empêcher la sortie du film sur le marché vidéo, un accord est trouvé qui prévoit que plusieurs scènes incriminées seront coupées lors de futures diffusions à la télévision et qu'un autocollant avertissant qu'il n'y a aucun lien entre l'œuvre que l'on voit dans le film et celle de Hart sera apposé sur les VHS et les DVD.
La transformation de Milton en ange déchu est obtenue en combinant des masques moulés sur les visages de Keanu Reeves et Al Pacino en 1997 et 1972, ce dernier moulage ayant été réalisé pour le film Le Parrain par Dick Smith, qui le prête à Rick Baker, maquilleur du film et ancien assistant de Smith. Baker crée par ailleurs les masques démoniaques du film.
James Newton Howard, qui a déjà collaboré avec Taylor Hackford pour les films Soleil de nuit (1985) et Everybody's All-American(1988), compose la musique du film. Pour AllMusic, la bande originale est « à la fois glaciale et majestueuse, et mise encore plus en valeur par d'étonnants passages choraux ». Le générique de fin s'ouvre avec la chanson Paint It Black des Rolling Stones.

## Musique
- My Beautiful Blue Sky de Moby
- I Got You (I Feel Good) de James Brown
- Shiny Happy People de REM
- Paint It, Black de The Rolling Stones

## Accueil

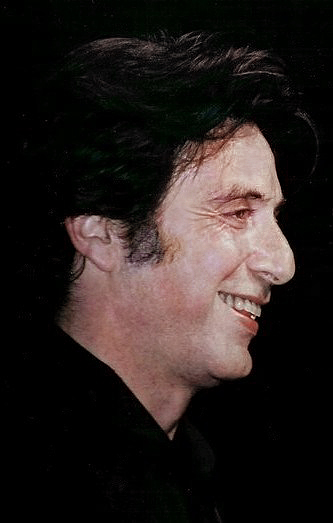
Al Pacino en 1996.

### Critique
Le film reçoit des critiques plutôt positives dans l'ensemble, obtenant 66 % de critiques favorables sur le site Rotten Tomatoes sur un ensemble de 50 critiques collectées et avec une note moyenne de 6,3/10, et un score de 60/100 sur Metacritic sur la base de 19 critiques collectées.
Parmi les critiques favorables, Mick LaSalle, du San Francisco Chronicle, évoque un film « tranchant, plein de suspense et totalement satisfaisant » « dont la plus grande force est de devenir plus complexe et gratifiant au fur et à mesure qu'il avance » avec comme point culminant une longue conversation qui est « l'une des scènes du cinéma américain les mieux écrites de l'année ». James Berardinelli estime que c'est un film dynamique et « hautement divertissant » qui manque de subtilité et dont la conclusion est « peu satisfaisante » mais qui bénéficie d'un scénario « plus intelligent qu'on aurait pu initialement le supposer » et d'une « interprétation virtuose » de la part d'Al Pacino. Pour Janet Maslin, du New York Times, le film évite l'écueil du « maladroit sermon moralisateur » et relie habilement « pacte faustien et ambition yuppie ». Elle salue par ailleurs les décors, les effets spéciaux, la photographie et le « montage diabolique aux moments clés ».
Plus mitigé, Roger Ebert, du Chicago Sun-Times, considère que le film « ne l'a jamais pleinement intéressé » en raison de son intrigue prévisible et du mariage incompatible entre fantastique et drame juridique mais qu'il y a néanmoins « quelques scènes splendides », une bonne interprétation d'ensemble, Al Pacino en tête, et de superbes décors. Pour Mehdi Benallal, de Positif, c'est un film « prenant et rigoureux » dont l'intérêt « réside pour beaucoup dans le jeu avec les nerfs du spectateur » et qui satisfera les amateurs du genre mais dont la fin « dévie vers la farce », ce qui affaiblit grandement sa portée.
Du côté des critiques négatives, Jonathan Rosenbaum, du Chicago Reader, évoque un scénario « interminable », des « retournements de situation désinvoltes », une réalisation « maladroite » et un Al Pacino qui en fait des tonnes. Jérôme Larcher, des Cahiers du cinéma, estime que le film « s’enlise dans un académisme généralisé et les effets attendus » et qu'il est « plombé par une morale indigeste ».

### Box-office
Initialement prévu pour sortir en août 1997, le film sort finalement en octobre, en concurrence directe avec Souviens-toi... l'été dernier, en raison des retards occasionnés par la production. Le film rapporte 152 944 660 $ au box-office mondial dont 60 944 660 $ aux États-Unis et au Canada. Il réalise 1 301 099 entrées en France, 289 000 en Belgique et 202 175 en Suisse. Il dépasse également le million d'entrées en Italie (1 592 058), en Espagne (1 394 741) et au Royaume-Uni (1 362 756).
| Pays ou région | Box-office    | Date d'arrêt du box-office | Nombre de semaines |
| -------------- | ------------- | -------------------------- | ------------------ |
| États-Unis     | 60 944 660 $  | 28 décembre 1997           | 17                 |
| France         | 1 301 099 $   | -                          | -                  |
| Total mondial  | 152 944 660 $ | -                          | -                  |

## Distinctions
Lors de la 24e cérémonie des Saturn Awards, le film remporte le Saturn Award du meilleur film d'horreur et est nommé dans les catégories du meilleur scénario et du meilleur maquillage. Al Pacino est quant à lui nommé pour le Saturn Award du meilleur acteur et pour le MTV Movie Award du meilleur méchant.

## Analyse

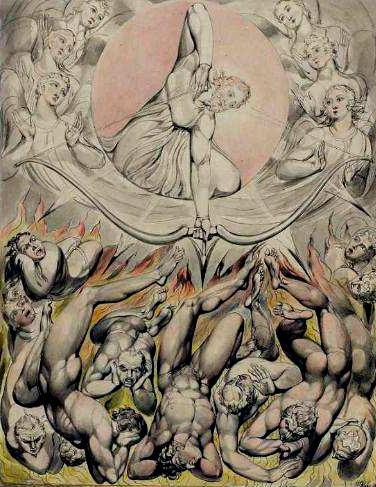
Dessin de William Blake illustrant la chute des anges rebelles dans Le Paradis perdu.

Le nom du personnage joué par Al Pacino, John Milton, est une référence directe à John Milton, poète du XVIIe siècle ayant écrit Le Paradis perdu. La réplique de Kevin Lomax à John Milton « Mieux vaut régner en Enfer que servir au Paradis » (« Better to reign in Hell than serve in Heaven » en version originale) est un vers de ce poème. Le point culminant du film, passage dans lequel Milton essaie de persuader Lomax de coucher avec sa demi-sœur afin de concevoir l'Antéchrist, présente des ressemblances avec Le Paradis perdu. Ainsi, les sculptures qui s'animent dans cette scène évoquent l'illustration de la chute des anges rebelles faite par William Blake pour ce poème. La tirade de Milton dans cette scène renvoie quant à elle à certains vers prononcés par Satan dans les deux premiers livres du poème. Comme le Satan du poème, le personnage interprété par Al Pacino est un rebelle qui se plaint d'avoir été sans cesse sous-estimé et considère que ses mérites n'ont jamais été reconnus à leur juste valeur.
Toutefois, le réalisateur Taylor Hackford ne cite pas Le Paradis perdu parmi les principales influences du film, au contraire de la légende de Faust. L'un des thèmes principaux du film est celui du pacte avec le Diable, Lomax ayant la liberté d'exercer son libre arbitre pour l'accepter ou le rejeter. Comme le Faust de Goethe, Milton tente Lomax par la luxure en lui présentant des femmes séduisantes. Hackford cite également comme influences les films Rosemary's Baby (1968) et La Malédiction (1976), le sexe étant comme dans Rosemary's Baby le moyen employé par Satan pour créer l'Antéchrist même s'il laisse ici cette tâche à ses enfants.
L'intrigue du film peut également avoir comme inspiration la Divine Comédie de Dante Alighieri, Lomax perdant sa conscience en défendant un coupable en connaissance de cause avant d'explorer des cercles de l'enfer de plus en plus profonds. Les bureaux de la firme de Milton évoquent l'enfer de Dante avec ses cheminées où brûlent toujours un feu, ses phénomènes visuels démoniaques et l'eau au sommet de l'immeuble qui rappelle la demeure glacée où vit le Satan de Dante. Le libre arbitre est également un thème majeur de la Divine Comédie.
D'autre références religieuses sont présentes, comme Alice Lomax citant la Bible en comparant New York à Babylone ou la tentation de Lomax par Milton qui peut être comparée à celle du Christ. Le titre du film est une référence aux avocats du diable dont l'origine remonte aux procès en canonisation de l'église catholique, alors que le personnage de Mary Ann peut être rapproché de la figure virginale de Marie et Anne et que le prénom Christabella a également une consonance très religieuse.

## Autour du film

### Éditions vidéo
Le film sort en VHS et DVD le 16 novembre 1998 en région 1 et le 13 janvier 1999 en région 2. La version en disque Blu-ray sort le 18 septembre 2012 en région 1 et le 17 octobre 2012 en région 2. Ces versions comprennent des notes de tournage, des scènes coupées et un commentaire audio de Taylor Hackford.